# Primarias del Partido Republicano de 2012 en Delaware
Las Primarias del Partido Republicano de 2012 en Delaware se hicieron el 24 de abril de 2012. Las Primarias del Partido Republicano fueron una Primarias, con 17 delegados para elegir al candidato del partido Republicano para las elecciones presidenciales de Estados Unidos de 2012.  En el estado de Delaware estaban en disputa 17 delegados en la cual Mitt Romney ganó.

## Elecciones

### Resultados
| Primarias Republicanas de Delaware de 2012 | Primarias Republicanas de Delaware de 2012 | Primarias Republicanas de Delaware de 2012 | Primarias Republicanas de Delaware de 2012 |
| Candidato                                  | Votos                                      | Porcentaje                                 | Delegados                                  |
| ------------------------------------------ | ------------------------------------------ | ------------------------------------------ | ------------------------------------------ |
| Mitt Romney                                | 16,143                                     | 56.5%                                      | 17                                         |
| Newt Gingrich                              | 7,741                                      | 27.1%                                      | 0                                          |
| Ron Paul                                   | 3,017                                      | 10.6%                                      | 0                                          |
| Rick Santorum                              | 1,690                                      | 5.9%                                       | 0                                          |
| Delegados no proyectados:                  | Delegados no proyectados:                  | Delegados no proyectados:                  | 0                                          |
| Total:                                     | 28,591                                     | 100%                                       | 17                                         |

| Clave: | Se retiró antes de las primarias |